# Lispe irvingi
Lispe irvingi este o specie de muște din genul Lispe, familia Muscidae, descrisă de Mary Katherine Curran în anul 1937. Conform Catalogue of Life specia Lispe irvingi nu are subspecii cunoscute.